# Tomàs Garcés
Tomàs Garcés i Miravet (Barcellona, 9 ottobre 1901 – Barcellona, 16 novembre 1993) è stato un poeta e traduttore spagnolo, di lingua catalana.

## Biografia
Studiò legge, filosofia e letteratura all'Università di Barcellona. In concomitanza con la Guerra Civile Spagnola si trasferì in Francia dove insegnò lingua spagnola all'Università di Tolosa. Nel 1947 fece ritorno in Catalogna.
Collaborò con diversi periodici, fra cui: Mar Vella, del quale fu fondatore, Ariel, Serra d'Or, Revista de Catalunya e La Publicitat, su cui pubblicò con lo pseudonimo "Ship-Boy".
Garcés fu definito "Il poeta catalano della canzone", per il poetare breve e regolare. Dal punto di vista stilistico è stato accostato a Federico García Lorca e Rafael Alberti. Studioso di letteratura italiana (realizzò la prima antologia catalana della lirica italiana contemporanea) nei suoi versi sono stati rintracciati influssi anche della poesia di Giovanni Pascoli.
In Italia fu introdotto da Giacomo Prampolini, che tradusse suoi testi su La Fiera Letteraria.
Per le sue opere ottenne vari riconoscimenti, fra cui: Medalla de Oro al Mérito Artístico de la Ciudad de Barcelona, Crítica Serra d'Or, Creu de Sant Jordi e Premi d'Honor de les Lletres Catalanes.

## Opere
(elenco parziale)
- Vint cançons, 1922
- L'ombra del lledoner, 1924
- El somni, 1927
- Paradís, 1931
- El senyal, 1935

### Traduzioni
- Poesia italiana contemporánea, 1959
- Cinc poetes italians, 1961

### Traduzioni in italiano
- Tomàs Gracés, Canzone domenicale; Ballata del marinaio; Canzone indecisa, in Giornale di Poesia, traduzione di Giuseppe Ravegnani, 24 febbraio 1923,  p. 3.
- Due liriche di Tomas Garcés, in Ricerca di poesia, agosto 1925,  pp. 109-110.
- La Redazione, La strada per Siena, in La Fiera letteraria, n. 49, 5 dicembre 1926,  p. 7.
- Tomàs Garcés, Poeti di Catalogna (Fiori del piccolo romanzero: la carta di navigazione; Il fiume; Inno; Immagini del porto: la domenica sera; Stampe: La vigna), in La Fiera letteraria, traduzione e nota introduttiva di Giacomo Prampolini, n. 26, 26 giugno 1927,  p. 6.
- Tomàs Garcés, Joe; Viatge; Clariana; ¿Per què?, in Poeti catalani, testi e traduzioni a cura di Livio Bacchi Wilcock. Introduzione di Juan Rodolfo Wilcock, Milano, Bompiani, 1962,  pp. 233-238.